# Galium kitaibelianum
Galium kitaibelianum là một loài thực vật có hoa trong họ Thiến thảo. Loài này được Schult. mô tả khoa học đầu tiên năm 1827.